# Goldhawk Road (stanice metra v Londýně)
Goldhawk Road je stanice metra v Londýně, otevřená 1. dubna 1914. 9. října 2014 byla ve stanici zřízena kavárna. Autobusové spojení zajišťují linky 94 a 237. Stanice se nachází v přepravní zóně 2 a leží na linkách:
- Circle Line a Hammersmith & City Line mezi stanicemi Hammersmith a Shepherd's Bush Market.

| Rok  | Počet cestujících |
| ---- | ----------------- |
| 2011 | 1,60 mil          |
| 2012 | 1,72 mil          |
| 2013 | 1,79 mil          |
| 2014 | 2,10 mil          |